# Környei Miklós
Környei Miklós (Szekszárd, 1985 –) magyar származású klasszikus gitárművész.

## Életpályája
Hatéves korában kezdte el zenei tanulmányait. Édesapja, Környei Miklós Pál gitárművész révén a kottaolvasást már az általános iskola előtt elsajátította. Két évig a szekszárdi Garay János Gimnázium matematika fakultációs osztályában tanult. Ezt követően négy esztendőn át a budapesti Bartók Béla Zeneművészeti Szakközépiskola és Gimnáziumban Szilvágyi Sándor gitárművész növendéke volt. 2011 májusában diplomázott a Liszt Ferenc Zeneművészeti Egyetemen, Eötvös József gitárművész osztályában.
Nagy hangsúlyt fektet a kamarazenélésre is, partnerei a legkülönfélébb hangszereken játszanak: oboa, fuvola, hegedű, cselló, gitár, hárfa, zongora és ének. Kamarazene tanárai Devich Sándor hegedűművész, Devich János gordonkaművész, Botvay Károly gordonkaművész voltak.
Fiatal korától kezdve vesz részt neves zenészek mesterkurzusain. Rendszeresen koncertezik szólistaként és kamarazenészként. A gitárirodalom jelentősebb versenyműveit (Rodrigo, Tedesco, Giuliani concertói) előadta zenekari kísérettel. Medveczky Ádám Liszt-, Kossuth-díjas karmester vezényelte a diplomakoncertjén közreműködő zenekart.
2010 tavaszán jelent meg első lemeze Chamber music for oboe & guitar címmel, melyen Bartus Réka oboaművésszel hallható. 2014 nyarán rögzítette Espanoleta spanyol tematikájú lemezét Razvalyaeva Anasztázia hárfaművésszel. Karosi Bálint komponálta Hármasversenyét Szalai Andrással (cimbalomművész), Razvalyaeva Anasztáziával és az Anima Musicae kamarazenekarral mutatták be és rögzítették a Hungarotonnál. Számos kortárs zeneszerző művét mutatta be: Laczkó Bálint, Solti Árpád, Bella Máté, Tornyai Péter, Szigeti Máté, Pintér Bence, Pavlovits Dávid, Kedves Csanád.
A fiatal zenészekből alakult Musiciens Libres vezetője.

## Díjai, elismerései
Zeneakadémiai tanulmányai során Köztársasági Ösztöndíjban részesült. A Zeneakadémia által indított tehetséggondozó program egyik kiválasztottja.
2013 és 2015 között három alkalommal is Fischer Annie zenei előadóművészi ösztöndíjban részesült. 2014-ben Junior Prima Díjat kapott zeneművészet kategóriában.
Számos hazai és nemzetközi verseny díjazottja.

## Versenyeredményei
- 2015. „VII. Svirél Nemzetközi Zenei Versenyen és Fesztivál, Dobrovo – Arany minősítés és különdíj
- 2014. „ IV. "Suoni d'Arpa" Nemzetközi kamaraverseny, Briosco - 2. díj Razvalyaeva Anasztázia hárfaművésszel
- 2014. „IV. Concurso Ibérico de Música de Cámara con Arpa” nemzetközi kamaraverseny, Madrid -  2. díj Razvalyaeva Anasztázia hárfaművésszel
- 2012. „Forum Gitarre” Nemzetközi Gitárverseny, Bécs – döntős
- 2010. Nemzetközi Gitárverseny, Rust – döntős
- 2009. Nemzetközi Gitárverseny, Gorizia - 4. helyezés Bartus Rékával kamarazene kategóriában
- 2008. Országos Egyetemi Gitárverseny, Szeged - 2. díj
- Nemzetközi Gitárverseny, Marosvásárhely - 2. díj
- 2005. Kamarazene verseny, Budapest - Artisjus különdíj Bartus Rékával
- 2003. Országos Szakközépiskolai Gitárverseny, Vác - 2. díj
- 2001. Helikon Fesztivál, Szeged - arany minősítés és különdíj komolyzene kategóriában
- 2000. Nemzetközi Gitárverseny, Kutna Hora - 2. díj
- Országos Gitárverseny, Vác - 3. díj
- 1999. Regionális Gitárverseny, Szekszárd - 1. díj
- 1997. Országos Gitárverseny, Vác - 1. díj és különdíj

„… A klasszikus hangszer itt klasszikus fegyelemmel párosult. Előadása sokszínű és differenciált volt, a hangszer éneklő lehetőségét is megmutatta. Technikai gondok nélkül, szép hangon és ritmikusan játszik. Környei Miklós kiváló fiatal művész…” - Medveczky Ádám